# Deh-e Sefīd-e Soflá
Deh-e Sefīd-e Soflá (persiska: ده سفید سفلی, Deh Sefīd Soflá) är en ort i Iran.   Den ligger i provinsen Lorestan, i den västra delen av landet, 400 km sydväst om huvudstaden Teheran. Deh-e Sefīd-e Soflá ligger 1 533 meter över havet och antalet invånare är 327.
Terrängen runt Deh-e Sefīd-e Soflá är huvudsakligen kuperad, men österut är den bergig. Runt Deh-e Sefīd-e Soflá är det ganska tätbefolkat, med 72 invånare per kvadratkilometer. Närmaste större samhälle är Khorramābād, 16,9 km väster om Deh-e Sefīd-e Soflá. Trakten runt Deh-e Sefīd-e Soflá består i huvudsak av gräsmarker.